# Нейково (Сливенська область)
Не́йково (болг. Нейково) — село в Сливенській області Болгарії. Входить до складу общини Котел.

## Населення
За даними перепису населення 2011 року у селі проживали 347 осіб.
Національний склад населення села:
| Національність   | Кількість осіб | Відсоток |
| ---------------- | -------------- | -------- |
| болгари          | 339            | 97,7 %   |
| цигани           | 6              | 1,7 %    |
| інша             | 0              | 0 %      |
| Всього відповіли | 347            |          |

Розподіл населення за віком у 2011 році:
Динаміка населення: